# Meriones arimalius
Meriones arimalius е вид бозайник от семейство Мишкови (Muridae).

## Разпространение
Видът е разпространен в Оман и Саудитска Арабия.